# Orthocladius corax
Orthocladius corax är en tvåvingeart som först beskrevs av Jean-Jacques Kieffer 1924.  Orthocladius corax ingår i släktet Orthocladius och familjen fjädermyggor.
Artens utbredningsområde är Polen. Inga underarter finns listade i Catalogue of Life.